# لوله سلاح

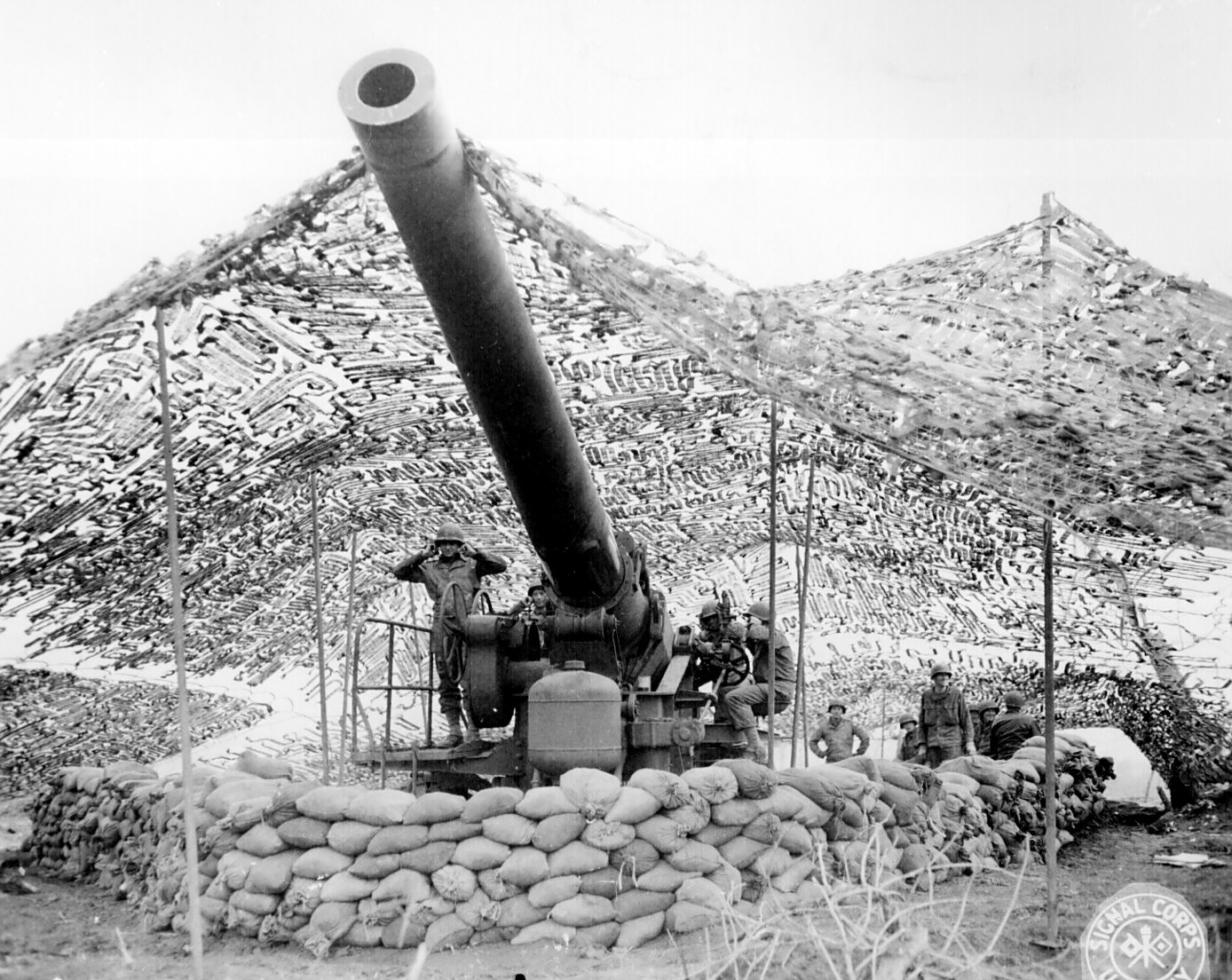
لوله یک توپ هویتزر ۲۴۰ میلیمتری

لوله سلاح استوانه‌ای توخالی (معمولاً فلزی) است که در برخی سلاح‌های گرم برای هدایت گلوله یا ساچمه به سوی هدف بکار می‌رود. گازی که از سوختن باروت یا خرج در سلاح ایجاد شده گلوله یا ساچمه را در طول لوله به جلو می‌راند تا در آخر از لوله خارج شود و به سوی هدف برود.
چینی‌ها نخستین لوله سلاح را از جنس بامبو می‌ساختند. نخستین لوله‌های فلزی سلاح نیز در چین ساخته شد. لوله توپ‌های اروپایی تا چند قرن از برنج ریخته‌گری شده ساخته می‌شد. لوله‌های امروز بیشتر از آلیاژهای فولاد و نیکل ساخته می‌شود.
در تفنگ‌های گلوله‌زنی و اغلب سلاح‌های کمری از لوله خان‌دار استفاده می‌شود.